# Maniac Cop 2
Maniac Cop 2 (bra Maniac Cop 2 - O Vingador) é um filme americano de 1990, dos gêneros terror (cinema) e policial, dirigido por William Lustig, com roteiro de Larry Cohen.

## Sinopse
Em busca de vingança, o policial psicopata do primeiro filme se une a um assassino em série.

## Elenco
- Robert Davi ... det. Sean McKinney
- Claudia Christian ...  Susan Riley
- Michael Lerner... Edward Doyle
- Bruce Campbell... Jack Forrest
- Laurene Landon... Teresa Mallory
- Robert Z'Dar...  Matt Cordell / Maniac Cop
- Sam Raimi ... jornalista
- Robert Earl Jones ...  Harry
- Charles Napier ...  Lew Brady
- Danny Trejo ... prisioneiro